# Liu Zhang (senyor de la guerra)
En aquest nom xinès, el cognom és Liu.
Liu Zhang (mort el 219) va ser un senyor de la guerra durant el període de la tardana Dinastia Han d'història xinesa. Es va convertir en governador de la Província de Yi (益州), succeint al seu pare Liu Yan i va governar la regió fins al 214, quan ell es va rendir a Liu Bei. Després de rendir-se a Liu Bei, ell al seu torn es va rendir a Wu Oriental, i va morir poc després.

## Biografia

### Governació de la Província de Yi
El fill més jove de Liu Yan, Liu Zhang, va passar la seva carrera en la cort Han com a assistent els seus dos germans grans, Liu Fan i Liu Dan. Ell van servir a la cort quan hi estava controlada pels senyors de la guerra Li Jue i Guo Si. Liu Zhang va ser enviat per la cort per advertir al seu pare d'algunes accions seves, però en arribar el seu pare es va negar a deixar-lo tornar a la cort.
En el 194, després de la mort dels seus germans grans i el seu pare, ell aconseguí ser governador de la Província de Yi. Durant el seu govern sobre la província, ell no va mostrar cap ambició d'expandir el seu territori, però es diu que era un bon governant i que mantingué la pau en el seu regne.
En l'any 200 EC, Zhang Lu, que havia reconegut prèviament Liu Yan com el seu senyor, es va revoltar contra Liu Zhang. Liu Zhang a continuació va passar per les armes a la mare, germans, i altres familiars de Zhang Lu.
En el 211, per suggeriment del seu assessor Zhang Song, en va demanar a Liu Bei a venir en la seva ajuda en la lluita contra Zhang Lu. L'acollida de Liu Bei era un pla de Zhang Song, Fa Zheng, i Meng Da per en última instància fer-lo el seu líder, ja que el consideraven més ambiciós i digne de servir que Liu Zhang. Wang Lei, Huang Quan, Li Hui, i altres van tractar de convèncer a Liu Zhang Bei per no acceptar a Liu en el seu territori, però les seves peticions van ser ignorades i Liu Bei va ser rebut com un general convidat de Liu Zhang que aniria al front per lluitar contra Zhang Lu.
Quan les veritables intencions de Zhang Song van ser revelades a Liu Zhang pel seu germà gran Zhang Su, ell va executar Zhang Song i va començar la seva batalla contra Liu Bei, el qual llavors va començar la seva conquesta de la Província de Yi.

## Família
- Ancestre: Liu Yu, quart fill de l'Emperador Jing

- Pare: Liu Yan

- Germans:
  - Liu Fan (劉範)
  - Liu Dan (劉誕)
  - Liu Mao (劉瑁)

- Fills:
  - Liu Xun
  - Liu Chan (劉闡)